# Calanthemis rufovittatus
Calanthemis rufovittatus es una especie de escarabajo longicornio del género Calanthemis, tribu Clytini, subfamilia Cerambycinae. Fue descrita científicamente por Aurivillius en 1907.

## Descripción
Mide 6-8 milímetros de longitud.

## Distribución
Se distribuye por Camerún.